# Ocean Breeze Park
Ocean Breeze Park é uma vila localizada no estado americano da Flórida, no condado de Martin. Foi incorporada em 1960.

## Geografia
De acordo com o United States Census Bureau, a vila tem uma área de 0,5 km², onde 0,4 km² estão cobertos por terra e 0,1 km² por água.

### Localidades na vizinhança
O diagrama seguinte representa as localidades num raio de 8 km ao redor de Ocean Breeze Park.

## Demografia
Segundo o censo nacional de 2010, a sua população é de 355 habitantes e sua densidade populacional é de 856,7 hab/km². É a localidade menos populosa do condado de Martin e também a que, em 10 anos, teve a maior redução populacional do condado. Possui 470 residências, que resulta em uma densidade de 1 134,2 residências/km².